# Skuggor på Manhattan
Skuggor på Manhattan (originaltitel: Shadows) är en amerikansk independent-dramafilm från 1959 i regi av John Cassavetes. Manuset skrevs av John Cassavetes och Robert Alan Aurthur. Huvudrollerna spelas av Ben Carruthers, Lelia Goldoni och Hugh Hurd. Handlingen kretsar kring den samtida beatnikrörelsen i New York.